# Село Інунакі
Село Інунакі ( яп .犬鳴村, транслітерація латиницею японської мови за системою Хепберна : Inunaki-mura , дослівно «Село стогону» )  — японська міська легенда 90-х років минулого століття про вигадану мікродержаву розміром з село , яка відкидає Конституцію Японії . Легенда розповідає про розташування села поблизу гірського перевалу Інунакі  у префектурі Фукуока . Справжнє село Інунакі, не пов'язане з легендою, існувало з 1691 по 1889 р

## Легенда
Село описують як «маленьке та непомітне », в лісі в префектурі Фукуока, на схід від гори Інунакі, біля найвіддаленішої притоки річки Інунакі-Ґава та західної межі Вакамії.  Мешканці села відмовилися визнавати Конституцію Японії та легітимність чинного японського уряду. Біля входу до села встановлено знак з написом від руки: «Конституція Японії за цією межею не діє.» До села веде невелика бічна дорога, що пролягає біля старого тунелю Інунакі. Згідно з легендою, «десь на початку 70-х років минулого століття» молода пара, прямуючи автомобілем до Хісаями, звернула до лісу в пошуках допомоги після поломки двигуна. Вони зайшли до, здавалось би, покинутого села Інунакі, де їх зустрів «божевільний старий», який згодом убив їх серпом.
У іншій версії легенди йдеться про телефонну будку поблизу мосту Інунакі, у якій щовечора лунає дзвінок із села Інунакі.
Ті, хто відповідають на дзвінок, переносяться до села і гинуть від прокляття, що спершу позбавляє їх контролю над тілом і розумом. 

## Справжнє село Інунакі

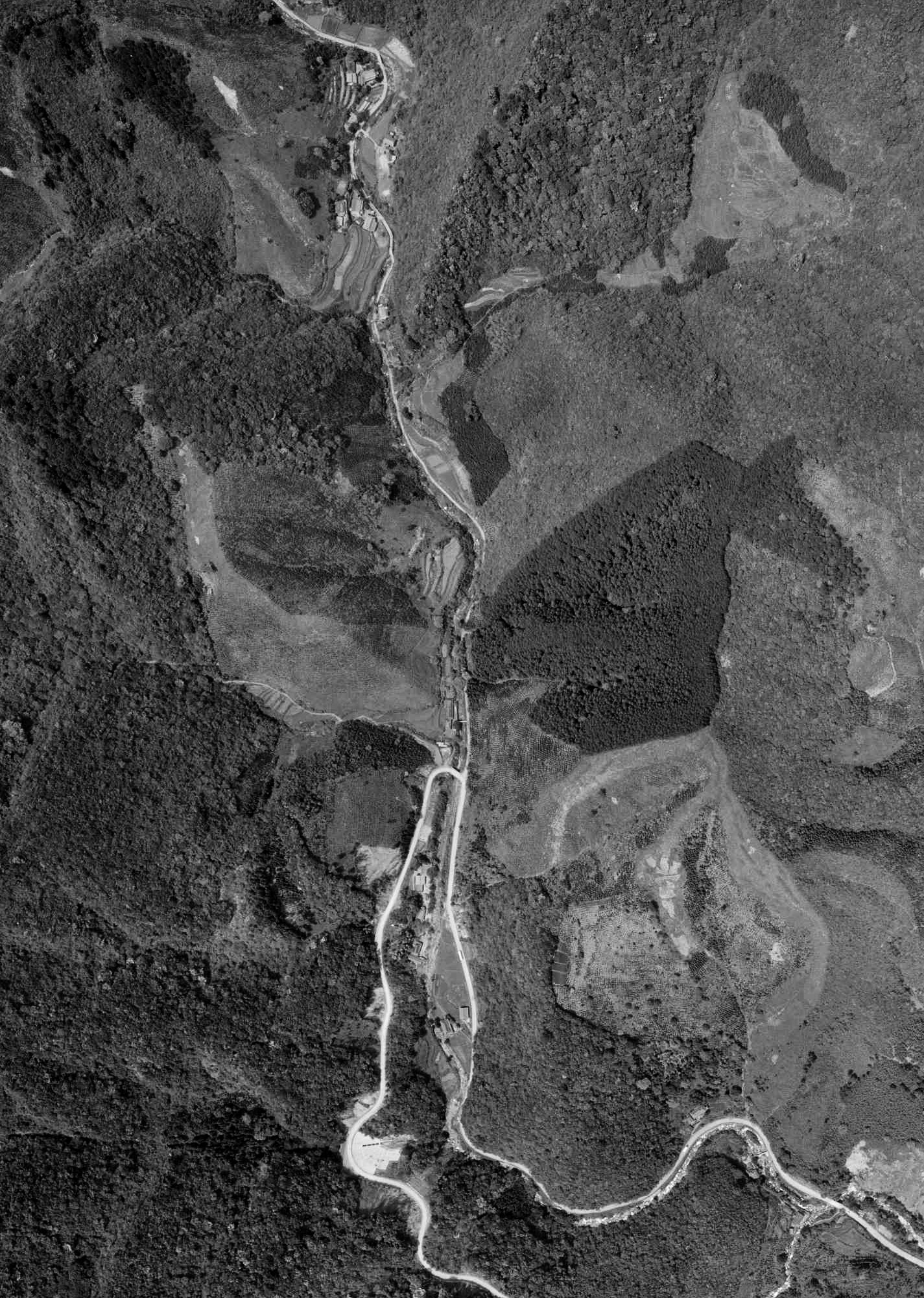
Аерофотознімок Інунакідані до будівництва греблі Інунакі

Згідно з історичними записами періоду Едо , справжнє село Інунакі ( 33°41′25″ пн. ш. 130°33′30″ сх. д. ),  відоме під офіційною назвою  село Інунакідані (犬鳴谷村) ,яке в 1691 році заснувала група переселенців з Фукуокського князівства.  Буннай Шінодзакі був призначений старостою. Селяни експортували керамічні вироби та сталь. Пізніше почала працювати вугільна шахта. У 1865 році  за рекомендацією Като Шішо заснували замок Інунакі Гобеккан.
У квітні 1990 року Інунакідані було приєднано до сусіднього села Йошікава у зв'язку із запровадженням системи міст і сіл (町村制, Чосонсей ).  Згодом, в наслідок об’єднань, виникло місто Міявака . Будівництво греблі Інунакі  завершили в 1994 році.  А в в 1986 році затопили територію  Інунакідані .  Мешканців села переселили до Вакіти. 

## Походження та поширення

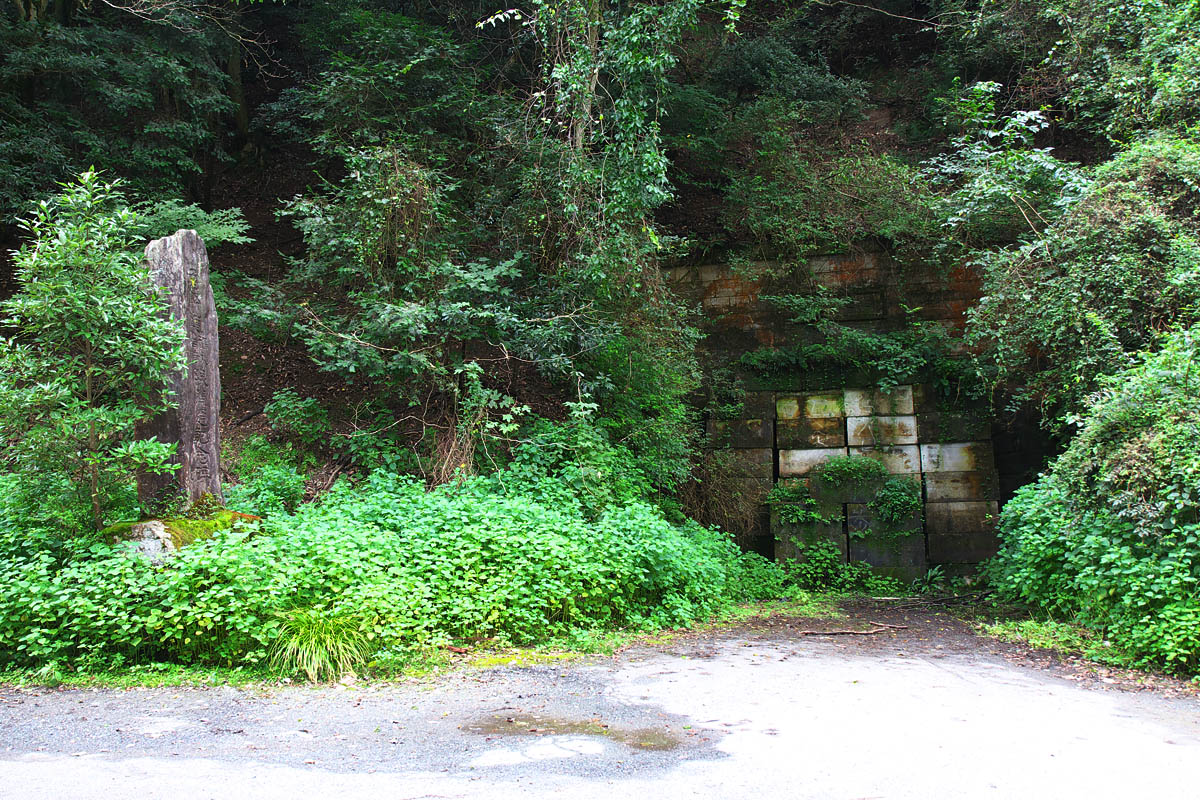
Заблокований вхід до Старого тунелю Інунакі

Місцевість навколо Старого тунелю Інунакі вважається проклятою через вбивства, що сталися поблизу.  Будівництво тунелю завершили в 1949 році. У1975 році поруч проклали новий тунель, а старий - через відсутність технічного обслуговування - став небезпечним .  6 грудня 1988 року п'ятеро молодиків викрали та катували робітника фабрики, намагаючись заволодіти його автомобілем. Вони облили його бензином і заживо спалили у старому тунелі.  Винних було заарештовано та засуджено до довічного ув'язнення .  Після цього входи до старого тунелю були замуровані.  У 2000 році в сусідній дамбі знайшли тіло загиблого. 
Перші згадки про міську легенду села Інунакі в Інтернеті датуються 1999 роком, коли на телеканалі Ніппон отримали листа від анонімної особи, де містилася легенда про пару, вбиту в селі, а також прохання до знімальнаї групи телеканалу відвідати це місце. Анонімний лист мав назву «Село в Японії, яке не є частиною Японії». 

## У масовій культурі
Легенда про село Інунакі надихнула на створення кількох медіапроєктів. Фільм жахів «Село стогону"  Howling Village (犬鳴村) режисера Такаші Шімідзу, заснований на легенді, вийшов у прокат у лютому 2019 року. Фільм підживив інтерес до старого тунелю Інунакі, внаслідок чого почастішали випадки незаконного проникнення і вандалізм у  цьому районі.  У листопаді того ж року вийшла гра жахів під назвою «Тунель Інунакі» Inunaki Tunnel на платформі Стім.  Ця історія також надихнула аніме-телесеріал 2016 року «Загублене село» (迷家-マヨイガ-) і мангу «Історія таємничого тунелю» (トンネルの奇譚) по манзі Дзунджі Іто . 